# Sunnanskogs
Sunnanskogs är Ångermanland söder om Skuleskogen, det vill säga Ådalen och Övre Ådalen, i dagens Sollefteå, Kramfors och Härnösands kommuner, samt den del av Ångermanland som sedan kommunreformen 1971 tillhör Strömsunds kommun i Jämtlands län (Fjällsjö och Tåsjö socknar).